# Energia Circular SC
Energia Circular SC was een Braziliaanse voetbalclub uit Salvador in de deelstaat Bahia. 

## Geschiedenis
De club werd vernoemd naar een openbaarvervoermaatschappij met dezelfde naam. In 1932 speelde de club voor het eerst in de hoogste klasse van het staatskampioenschap. Twee jaar later werd de club vicekampioen achter EC Bahia, echter volgde in 1935 al een degradatie. In 1938 keerde de club voor één seizoen terug. In 1942 werd de club ontbonden.